# Forum Naturwissenschaftler für Frieden und Abrüstung
Das Forum Naturwissenschaftler für Frieden und Abrüstung (FNFA) war eine der berufsbezogenen Organisationen der Neuen Friedensbewegung der 1980er Jahre in Deutschland, vergleichbar dem Forum InformatikerInnen für Frieden und gesellschaftliche Verantwortung oder der Union of Concerned Scientists in den USA. Das FNFA war 1981 ursprünglich in Münster gegründet worden, wurde ab Mitte der 1980er Jahre aber zu einem bundesweiten Verein, dem sich für Frieden und Abrüstung engagierte Naturwissenschaftler anschließen konnten. Inhaltlich setzte sich das Forum zum Ziel, die Öffentlichkeit über das ganze Ausmaß der Folgen eines Atomkrieges zu informieren, vor der Entwicklung neuer Waffensysteme zu warnen und Möglichkeiten zur Abrüstung aufzuzeigen. Anfang 1988 löste sich die Organisation auf, da ihre Aufgaben von der Nachfolgeorganisation, der Naturwissenschaftler-Initiative „Verantwortung für den Frieden“ übernommen wurden, wohin die Mitglieder des Forums dann wechselten. Zur Wahl des  11. Deutschen Bundestags im Januar 1987 wirkte das FNFA in der Initiative Abrüstung Wählen mit.

## Öffentlichkeitsarbeit
Vom FNFA wurden verschiedene Kongresse und eine große Zahl von Vorträgen in Partei- und Gewerkschaftsgruppen, an Schulen und Universitäten etc. durchgeführt. Zu Beginn waren viele Vorträge der Information über die Folgen eines Atomkriegs gewidmet, von dem in der deutschen Friedensbewegung der Eindruck bestand, dass er von den USA als reale Kriegsführungsoption in Erwägung gezogen und vorbereitet wurde. Daneben war die Öffentlichkeitsarbeit auch der Information über taktische Atomwaffen gewidmet, von denen die USA allein in der Bundesrepublik mehrere Tausend lagerten. Aufgrund ihrer kurzen Reichweite von unter 30 bzw. 150 km wären sie bei ihrem Einsatz über der Bundesrepublik explodiert.

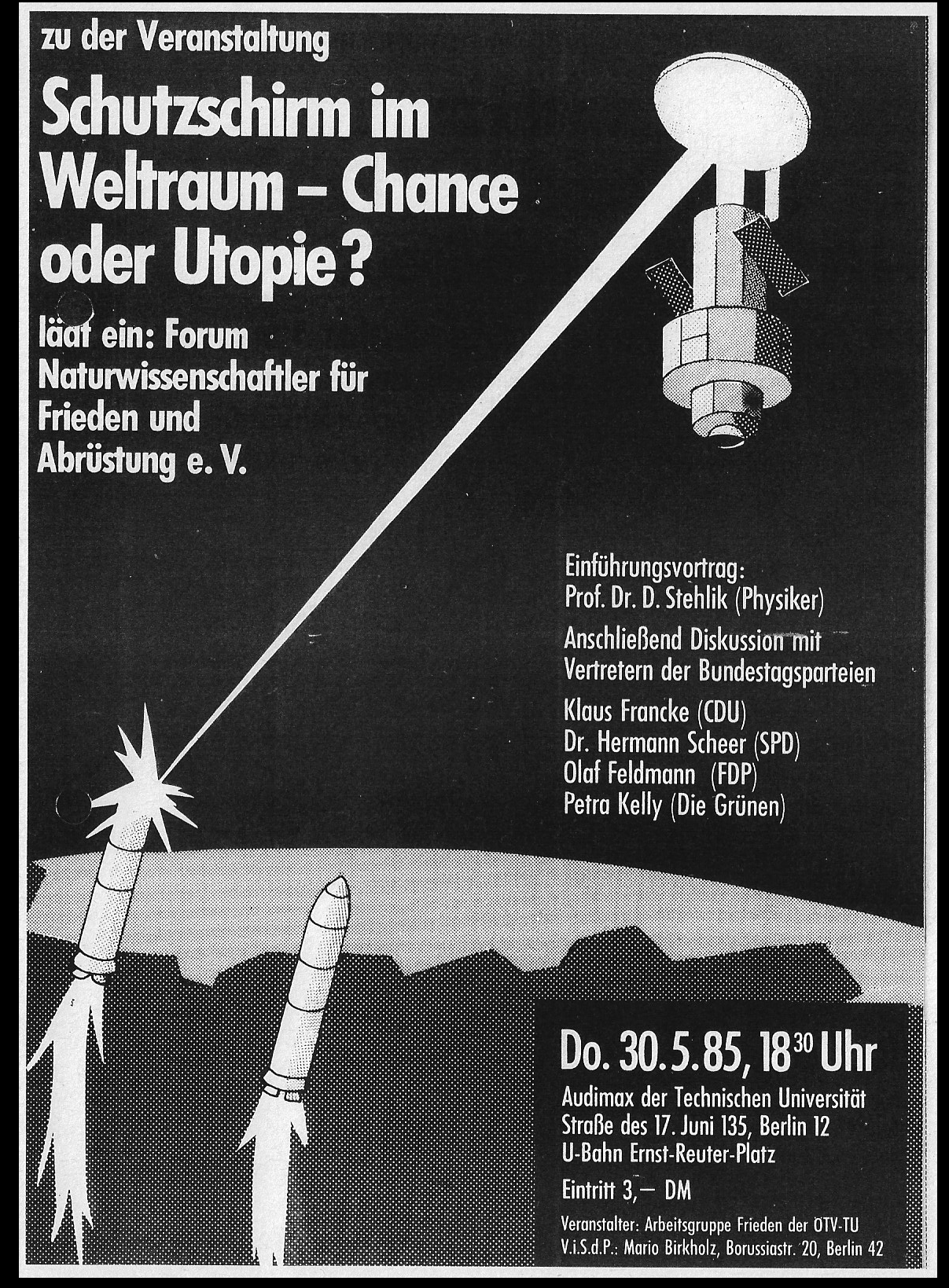
Diskussionsveranstaltung des FNFA 1985 in Berlin

Weitere Schwerpunkte bildeten chemische Waffen sowie Weltraumsysteme, deren Entwicklung von den USA im Rahmen der sog. strategischen Verteidigungsinitiative SDI 1983 begonnen wurde. Im Fall der chemischen Waffen sprach sich das FNFA für einen umfassenden Verbots-Vertrag aus, wie er 1992 endlich zustande kam. Im Fall von Weltraumwaffen befürwortete das Forum ebenfalls den Abschluss eines internationalen Vertrags zur völligen Demilitarisierung des Weltraums und beteiligte sich 1984 an der Ausarbeitung eines entsprechenden „Vertragsentwurfs zur Begrenzung der militärischen Nutzung des Weltraums“, der bisher leider noch nicht zustande gekommen ist. Darüber hinaus wurden allgemeinverständliche Kurzbroschüren zur Information der Öffentlichkeit über diese Themen erarbeitet.
Für die fachinterne Information wurde das Format der Wandzeitung zur Rüstungsforschung entwickelt, die als DINA0-große Plakate gestaltet und in Forschungsinstituten aufgehängt wurden. Sie informierten über die Technik der sowjetischen und US-amerikanischen Mittelstreckenraketen in Europa, taktische Atomwaffen und ihre Einsatzpläne, Methoden zur Verifikation eines Kernwaffenteststopps, chemische und biologische Waffen etc. Das FNFA beteiligte sich auch an der Schriftenreihe Wissenschaft und Frieden, die von mehreren deutschen Wissenschaftlergruppen herausgegeben wurde und war an der Erstellung einiger von ihnen federführend beteiligt.